# Pternistis
Pternistis – rodzaj ptaków z podrodziny bażantów (Phasianinae) w obrębie rodziny kurowatych (Phasianidae).

## Zasięg występowania
Rodzaj obejmuje gatunki występujące w Afryce.

## Morfologia
Długość ciała 25–48 cm, rozpiętość skrzydeł 45–50 cm; masa ciała samic 210–1136 g, samców 245–1590 g.

## Systematyka

### Etymologia
- Pternistis (Pternistes, Pternestis, Pternestes): gr. πτερνιστης pternistēs „ktoś kto uderza piętą”, od πτερνη pternē „pięta”[11].
- Chaetopus: gr. χαιτη khaitē „długie, luźne, rozpuszczone włosy”; ωψ ōps, ωπος ōpos „twarz” (por. πους pous, ποδος podos „stopa”)[12]. Gatunek typowy: Tetrao capensis J.F. Gmelin, 1789.
- Clamator: epitet gatunkowy Perdix clamator Temminck, 1815; łac. clamator, clamatoris „krzykacz”, od clamare „krzyczeć”[13]. Gatunek typowy: Tetrao capensis J.F. Gmelin, 1789.
- Didymacis: gr. διδυμος didumos „podwójny”, od δυο duo „dwa”; ακις akis, ακιδος akidos „kolec, igła”[14]. Gatunek typowy: Perdix senegalensis Bonnaterre, 1791 (= Tetrao bicalcaratus Linnaeus, 1766.
- Chapinortyx: dr James Paul Chapin (1889–1964), amerykański ornitolog, kolekcjoner; gr. ορτυξ ortux, ορτυγος ortugos „przepiórka”[15]. Gatunek typowy: Francolinus hartlaubi Bocage, 1869.
- Notocolinus: gr. νοτος notos „południe”; rodzaj Colinus Goldfuss, 1820 (przepiór)[16]. Gatunek typowy: Francolinus adspersus Waterhouse, 1838.
- Oreocolinus: gr. ορος oros, ορεος oreos „góra” (tj. góry Kenii); rodzaj Colinus Goldfuss, 1820 (przepiór)[17]. Gatunek typowy: Francolinus jacksoni Ogilvie-Grant, 1891.
- Squamatocolinus: łac. squamatus „łuskowaty”, od squama „łuska”; rodzaj Colinus Goldfuss, 1820 (przepiór)[18]. Gatunek typowy: Francolinus squamatus Cassin, 1857.

### Podział systematyczny
Do rodzaju należą następujące gatunki:

- Pternistis hartlaubi (Bocage, 1869) – szponiastonóg namibijski
- Pternistis camerunensis (Alexander, 1909) – szponiastonóg kameruński
- Pternistis nobilis (Reichenow, 1908) – szponiastonóg ciemny
- Pternistis castaneicollis (Salvadori, 1888) – szponiastonóg etiopski
- Pternistis erckelii (Rüppell, 1835) – szponiastonóg brązowogłowy
- Pternistis ochropectus (Dorst & Jouanin, 1952) – szponiastonóg jałowcowy
- Pternistis swierstrai (Roberts, 1929) – szponiastonóg angolski
- Pternistis jacksoni (Ogilvie-Grant, 1891) – szponiastonóg kenijski
- Pternistis ahantensis (Temminck, 1854) – szponiastonóg brązowouchy
- Pternistis griseostriatus (Ogilvie-Grant, 1890) – szponiastonóg rudoplamy
- Pternistis adspersus (Waterhouse, 1838) – szponiastonóg krasnodzioby
- Pternistis capensis (J.F. Gmelin, 1789) – szponiastonóg przylądkowy
- Pternistis hildebrandti (Cabanis, 1878) – szponiastonóg nadobny
- Pternistis natalensis (A. Smith, 1833) – szponiastonóg natalski
- Pternistis bicalcaratus (Linnaeus, 1766) – szponiastonóg zbrojny
- Pternistis squamatus (Cassin, 1857) – szponiastonóg łuskowany
- Pternistis icterorhynchus (von Heuglin, 1863) – szponiastonóg żółtodzioby
- Pternistis clappertoni (Children & Vigors, 1826) – szponiastonóg pstry
- Pternistis harwoodi (Blundell & Lovat, 1899) – szponiastonóg czerwonooki
- Pternistis swainsonii (A. Smith, 1836) – szponiastonóg brunatny
- Pternistis leucoscepus (G.R. Gray, 1867) – szponiastonóg żółtogardły
- Pternistis rufopictus Reichenow, 1887 – szponiastonóg smugowany
- Pternistis afer (Statius Müller, 1776) – szponiastonóg czerwonogardły